# Prinzregenttheater

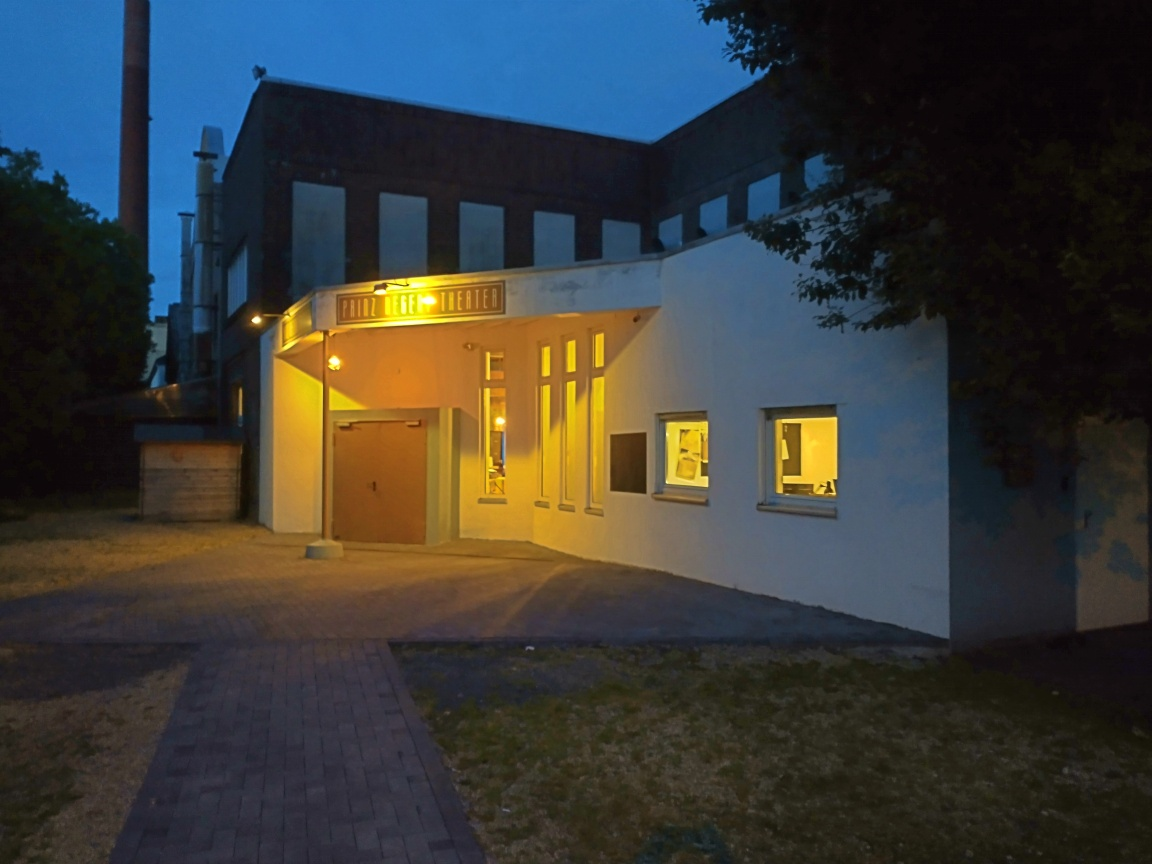
Prinz Regent Theater – Außenansicht 2021

Das Prinzregenttheater (Eigenschreibweise PRINZ REGENT THEATER, kurz PRT) ist ein traditionsreiches Freies Theater in Bochum, Nordrhein-Westfalen.

## Geschichte
Das Prinzregenttheater wurde 1991 als Zusammenschluss freier Künstler in Bochum gegründet. Der Bühnenraum des Theaters befindet sich im Innern eines ehemaligen Gebäudes der Zeche Prinz Regent und bietet Platz für bis zu 100 Zuschauer. Aufgeführt wird vor allem Sprechtheater aus allen Epochen.
Getragen wird das PRT vom Theaterverein Prinz Regent e. V. Dauerhafte Förderung erhält das PRT von der Stadt Bochum, dem Ministerium für Kultur und Wissenschaft des Landes Nordrhein-Westfalen und dem Freundeskreis des Prinz Regent Theaters e. V. Auch die Sparkasse Bochum und Stadtwerke Bochum sind regelmäßige und langjährige Unterstützer.
Künstlerische Leiterin von 1995 bis 2015 war Sibylle Broll-Pape, die das Theater 1991 mitgründete. Von 2015/16 bis 2018 wurde das Theater von Romy Schmidt geleitet. Seit 2018/19 bilden Anne Rockenfeller (Geschäftsführende Leitung) und Hans Dreher (künstlerische Leitung) das Leitungsteam. Im Mai 2024 wurde bekanntgegeben, dass ab der Spielzeit 2025/26 die Dramaturgin Sabine Reich die künstlerische Leitung übernehmen soll.
Das Theater pflegt eine langjährige Zusammenarbeit mit dem Studiengang Regie der Folkwang Universität der Künste. Für die Festivals Fidena, Fritz-Wortelmann-Preis und Westwind Theatertreffen für junges Publikum NRW fungiert oder fungierte das PRT als Spielstätte. Mit dem Theater im Bauturm in Köln entstehen regelmäßig Koproduktionen. Andauernder Austausch besteht mit dem Bochumer Rottstr 5 Theater.

## Auszeichnungen
- Die Produktion Die Frau, die gegen Türen rannte erhielt 2019 den Monica-Bleibtreu-Preis der Privattheatertage im Bereich „Zeitgenössisches Drama“.[9]